# Kokumin Minshutō (1950–1952)
Die Kokumin Minshutō (jap. 国民民主党, dt. „Volksdemokratische Partei“ oder „Nationaldemokratische Partei“ bzw. „Nationale Demokratische Partei“) war eine politische Partei in Japan. Sie entstand 1950, nachdem sich die Demokratische Partei im Streit über eine Zusammenarbeit im Kabinett mit Premierminister Yoshida Shigeru endgültig gespalten hatte. Zusammen mit den beiden Flügeln der Sozialistischen Partei Japans (SPJ) gehörte sie in dieser Zeit zu den größten Oppositionsparteien. 1952 ging sie in der Kaishintō (dt. „Fortschrittspartei“ bzw. „Reformpartei“) auf.
Nach dem erfolgreichen Misstrauensvotum gegen Yoshida im Dezember 1948 spaltete sich die Demokratische Partei bei den resultierenden Neuwahlen im Februar 1949 in Befürworter und Gegner einer Zusammenarbeit mit dessen Demokratisch-Liberaler Partei (DLP). Diese gewann bei den Wahlen eine klare absolute Mehrheit der Sitze. Während sich die Befürworter um den Parteivorsitzenden Inukai Takeru am 3. Kabinett Yoshida beteiligten, formierten sich die Gegner um Tomabechi Gizō, ehemaliger Chefkabinettssekretär während der Koalition mit der SPJ. Im Februar 1950 schlossen sich die Inukai-Anhänger der DLP an, die sich nun wieder Liberale Partei nannte. Zwei Monate später verständigten sich die in der Opposition verbliebenen Demokraten mit der Kokumin Kyōdōtō („Volks-“ oder „Nationalkooperationspartei“ bzw. „Nationale Kooperative Partei“) von Miki Takeo und Mitgliedern der von dieser geführten Fraktion Shin-seiji Kyōgikai (新政治協議会) auf den Zusammenschluss zur Kokumin Minshutō. Tomabechi wurde bzw. blieb Parteivorsitzender (wie bereits nach der Spaltung der Demokraten nicht mehr sōsai, sondern saikō-iinchō, etwa „Vorsitzender des obersten Rates“), auch Generalsekretär Chiba Saburō behielt in der neuen Partei zunächst sein bisheriges Amt.
Im Juni 1950 fand die einzige nationale Wahl statt, die die Partei jemals bestritt: Bei der Sangiin-Wahl 1950 gewann die Kokumin Minshutō nur neun Mandate (20 standen nicht zur Wahl), während die – noch vereinigte – SPJ 36 der insgesamt 61 Sitze für Oppositionsparteien gewann. 1951 war Tomabechi neben Tokugawa Muneyoshi (Ryokufūkai) als Vertreter der Opposition Mitglied der japanischen Delegation bei der Friedenskonferenz in San Francisco – die SPJ spaltete sich unterdessen im Streit über eine Zustimmung zum Friedensvertrag, dem damit verbundenen Sicherheitsvertrag und den ersten Schritten zur Wiederbewaffnung.
Im Februar 1952 schließlich schloss sich die Kokumin Minshutō mit Teilen der Nōmin Kyōdōtō („Bauernkooperationspartei“; eine vor allem in Hokkaidō repräsentierte Bauernpartei) und dem Shinsei Club aus ehemaligen Minseitō-Politikern um Matsumura Kenzō, die nach dem Ende des Ämterverbots durch die Besatzungsbehörden in die Politik zurückkehrten, zur Kaishintō zusammen.